# 南匈奴

南匈奴単于国

鮮卑と南匈奴。

南匈奴（みなみきょうど、拼音：Nán Xiōngnú）は、48年に匈奴から分かれた南の勢力。これに対して北に残った勢力を北匈奴という。南匈奴は後漢に服属し、長城の内側に住むことを許され、後漢と共に北匈奴や鮮卑と戦った。以来、西晋までの間、中国王朝に仕えるが、304年に劉淵が漢王を称して西晋から独立したため、五胡十六国時代が始まる。

## 歴史

### 分裂の前段階
天鳳5年（18年）、匈奴で呼都而尸道皋若鞮単于（在位：18年 - 46年）が即位すると、烏珠留若鞮単于（在位：前8年 – 13年）の子である比は、右薁鞬日逐王に任命され、南部国境地帯および烏桓の統治を任された。呼都而尸道皋若鞮単于が即位する際、その異母弟である右谷蠡王の伊屠知牙師は順位上、左賢王になるべきであったが、呼都而尸道皋若鞮単于が自分の子に位を譲りたいために伊屠知牙師を殺してしまった。このことを知った比は、「兄弟の上からいえば右谷蠡王が立つべきであり、子の上からいえば先代の子である自分が立つべきだ」と怨み言をこぼし、呼都而尸道皋若鞮単于に対して心中危惧を抱き、単于庭の集会にほとんど出席しなくなった。呼都而尸道皋若鞮単于は怪しんで2人の骨都侯を派遣し、比が統率する兵を監視統領させた。
建武22年（46年）、呼都而尸道皋若鞮単于が死去し、子の左賢王である烏達鞮侯が立ったが、まもなく死去したので、その弟の左賢王蒲奴が単于となった。比はまたもや単于になれず憤慨して恨んでいたところ、匈奴の国内は連年、旱（ひでり）と蝗（いなご）の被害が相次ぎ、草木がすべて枯れ、国民の3分の2が死亡するという大飢饉に見舞わされた。単于蒲奴は漢がこの疲弊に乗じて攻めてくるかもしれないと恐れ、使者を漁陽まで派遣して和親を求めた。そこで後漢は中郎将の李茂を派遣して返答を伝えさせた。一方で、比はひそかに漢人の郭衡を派遣して匈奴の地図を奉じた。
建武23年（47年）、比は西河太守のもとに来て内附を申し出た。2人の骨都侯は比の真意を見破り、5月の龍祠（匈奴の国会）に参列した際、単于蒲奴に比が謀反を企んでいると伝えた。この時、比の弟の漸将王がこれを聞いていたので、すぐさま比に知らせると、比は支配下の南辺八部の4～5万人を招集し、両骨都侯が帰ってきたら殺そうと待ち構えた。両骨都侯は事前にこれを察知し、単于蒲奴にこのことを告げると単于蒲奴は1万騎を派遣して比を撃たせたが、比の軍勢が強盛だったので、引き返した。

### 南北に分裂
建武24年（48年）、ついに比は南辺八部の大人（たいじん：部族長）たちに推戴され、呼韓邪単于と称して（本当の単于号は醢落尸逐鞮単于）独立し、南匈奴を建国した。
建武25年（49年）春、醢落尸逐鞮単于は弟である左賢王の莫の兵1万余を派遣して、蒲奴の弟である薁鞬左賢王を撃ってこれを生け捕った。莫はさらに北匈奴の単于庭（本拠地）を破り、その民衆1万余人、馬7千匹、牛・羊1万頭を奪い、北単于の蒲奴を1千余里も遁走させた。さらに南匈奴は後漢に対して臣下の礼を取り、中国の防壁となるため昔の呼韓邪単于の和約を復活させたいと申し出た。
建武26年（50年）、後漢は中郎将の段郴（だんちん）を派遣して南単于庭を五原郡の西部塞から80里の地点に立てさせた。その後、段郴が南匈奴を長城の内側に住まわせることを申請したので、光武帝は彼らを雲中郡に移住させることを許可した。しかしその冬、北匈奴が南匈奴を攻撃したので、光武帝は彼らを西河郡美稷県に転居させ、さらに南単于を護衛するため、使匈奴中郎将の官を設置し、それに段郴を任命して西河郡美稷県に赴任させた。これによって西河郡に移住した醢落尸逐鞮単于は韓氏骨都侯を北地郡に、右賢王を朔方郡に、当于骨都侯を五原郡に、呼衍骨都侯を雲中郡に、郎氏骨都侯を定襄郡に、左南将軍を雁門郡に、栗籍骨都侯を代郡に駐屯させた。

### 北匈奴との戦い
永平6年（63年）、湖邪尸逐侯鞮単于（在位：63年 - 85年）が即位する。この頃の北匈奴はなお盛んで、しばしば辺境を荒らし、漢の朝廷は憂慮していた。そこで北単于は通商を希望し、使者をよこして和親を求め、明帝は北匈奴が通交すれば侵寇しないだろうと期待してこれを許した。
永平8年（65年）、後漢は越騎司馬の鄭衆を北に派遣してこの旨を返答させたところ、南匈奴の須卜骨都侯らは漢が北匈奴と使者を取り交わしていることを知り、疑惑を持ち、漢から離反しようと考え、ひそかに北匈奴へ使者を出して、自分たちを迎えてくれるように申し入れた。鄭衆は長城を出ると異変を感じ、偵察したところ、須卜骨都侯の使者を捕らえた。鄭衆は上奏し、さらに大将を置いて南北匈奴間の交通を防止すべきであると云った。これによって朝廷は度遼営を創設し、使匈奴中郎将の呉棠を度遼将軍も兼ねた行度遼将軍とし、副校尉の来苗・左校尉の閻章・右校尉の張国らは黎陽郡の虎牙営の士を率いて五原郡の曼柏に駐屯させた。また、騎都尉の秦彭を派遣して美稷に駐屯させた。その年の秋、北匈奴は2千騎を派遣して朔方郡をうかがい馬革船を作り、黄河を渡って南匈奴の離反者を迎えようとしたが、漢に防備があったので引き揚げた。その後もしばしば辺境の諸郡に侵入略奪し、城邑を焼き、人民を殺したり捕獲したりすることが多くなり、黄河以西の城では昼も門を閉じねばならない有様で、明帝はこれを憂慮した。
永平16年（73年）、朝廷は縁辺の兵を発して、諸将を派遣して四道より長城を出て北匈奴を北征させた。湖邪尸逐侯鞮単于は左賢王の信を派遣して太僕の祭肜および呉棠に随従させ、朔方郡の高闕から出て、涿邪山にて皋林温禺犢王を攻めた。北匈奴は漢軍が来ると聞くと沙漠を渡って逃げ去った。
建初元年（76年）、皋林温禺犢王はまた衆を率いて涿邪山に還去していた。湖邪尸逐侯鞮単于はこれを漢に知らせたので、漢軍は烏桓兵を率いてこれを撃った。この年、南匈奴で蝗害がひどく、大飢饉となったので、章帝はその貧民3万余人に食料を支給した。
元和2年（85年）、湖邪尸逐侯鞮単于が薨去すると、従弟の宣が伊屠於閭鞮単于（在位：85年 - 88年）として即位した。この年、伊屠於閭鞮単于は1千余人の兵を遣わして猟を行い、涿邪山に至ったところで、北匈奴の温禺犢王と遭遇した。そこで戦闘になり、温禺犢王の首を取って還った。漢の朝廷はこの功績を称えて賞を受けさせた。そこでまた伊屠於閭鞮単于は薁鞬日逐王の師子（亭独尸逐侯鞮単于）に命じて軽騎数千を率いて長城を出て北匈奴を急襲させ、千人を斬首または捕虜とした。北匈奴の民衆は、南匈奴が漢に厚遇されていると聞くと、年に数千人ずつ後漢に来降するようになった。

### 北匈奴を駆逐
章和元年（87年）、東の鮮卑族が北匈奴に侵攻して優留単于を斬り殺した。これによって北匈奴は混乱状態となり、蝗害による飢饉も加わって一気に衰退した。翌年、南匈奴で休蘭尸逐侯鞮単于（在位：88年 - 93年）が即位すると、彼はそれに乗じて北単于庭（北単于の本拠地）を併合しようと、漢の朝廷に上奏した。そして永元元年（89年）、車騎将軍の竇憲と征西大将軍の耿秉らが率いる後漢・南匈奴連合軍は北単于を稽落山で敗走させた。さらに連合軍は私渠比鞮海まで追撃し、名王以下数万3千級を斬首、生口・馬・牛・羊・橐駝（ラクダ）など百余万頭を獲得した。この戦いで北匈奴の温犢須・日逐・温吾・夫渠王の柳鞮ら81部20余万人が投降した。竇憲と耿秉は燕然山に登り、塞を去ること3千余里の地点に記念石碑を建てた。
永元2年（90年）、休蘭尸逐侯鞮単于がまた上奏して北単于庭を撃滅したいと願い出たので、ふたたび連合軍は涿邪山に至った。連合軍は二手に分かれ、左部は北進して西海を過ぎて河雲の北に至り、右部は匈奴河水より西の天山をめぐって、南進して甘微河を渡り、二軍は合流して、北単于を夜襲して包囲した。北単于は大いに驚き、精鋭千余騎を率いて合戦した。北単于は負傷して、軽騎数十人を連れて遁走した。
永元3年（91年）、右校尉の耿夔が北単于を征討し、北単于ははるか西方の康居まで逃走した。

### 単于安国と亭独尸逐侯鞮単于
永元6年（94年）、単于安国（在位：93年 - 94年）は以前より使匈奴中郎将の杜崇と不和だったので、天子に上書して杜崇を告訴しようとした。しかし、杜崇はその書状を遮断させ、天子に届かないようにし、逆に行度遼将軍の朱徽と共同で上書して南単于を討つように促した。和帝はこれに従い、杜崇と朱徽の軍を南単于庭（南匈奴の本拠地）に派遣した。単于安国は漢軍が来たことに驚いて帳幕群を棄てて逃げた。その後、杜崇と朱徽は単于安国を急襲したので、部民は大いに恐れ、単于安国の母の兄弟である骨都侯の喜為らは誅殺されたくないと思い、単于安国を殺した。そこで左賢王の師子が亭独尸逐侯鞮単于（在位：94年 - 98年）として即位した。早速、降伏していた北匈奴人が亭独尸逐侯鞮単于を夜襲したが、亭独尸逐侯鞮単于は安集掾の王恬とともにこれを破った。しかしこれを機に新降の北匈奴人15部20万人が蜂起し、休蘭尸逐侯鞮単于の子の薁鞬日逐王逢侯を擁立して、漠北に逃走しようとした。朝廷は行車騎将軍の鄧鴻・越騎校尉の馮柱・行度遼将軍の朱徽を派遣してこれを討伐した。逢侯はそのとき亭独尸逐侯鞮単于と使匈奴中郎将杜崇を牧師城で包囲していたが、討伐軍が来ると逃走し、大城塞で南単于と討伐軍の追撃にあい、さらに鮮卑大都護の蘇抜廆・烏桓大人の勿柯を率いる任尚に満夷谷で大破させられ、塞外へ遁走した。永元7年（95年）、漢軍は撤退した。

### 萬氏尸逐侯鞮単于
永元10年（98年）、亭独尸逐侯鞮単于が薨去すると、萬氏尸逐侯鞮単于（在位：98年 - 124年）が即位した。萬氏尸逐侯鞮単于は連年、軍を出して逢侯を討ち破ったので、逢侯の衆は急速に困窮していった。
永初3年（109年）、萬氏尸逐侯鞮単于に随従している漢人の韓琮が漢に入朝して帰国し、萬氏尸逐侯鞮単于に「関東で洪水があって、人民は飢餓死しており、漢を撃つのは今です」と説いた。萬氏尸逐侯鞮単于はこれを信じ、挙兵して使匈奴中郎将の耿種を美稷にて攻撃した。これに対し朝廷は行車騎将軍の何熙・副中郎将の龐雄を派遣して討伐した。
永初4年（110年）、萬氏尸逐侯鞮単于は千余騎を繰り出し、常山・中山を侵略した。朝廷は西域校尉の梁慬を行度遼将軍とし、遼東太守の耿夔とともにこれを撃破させた。萬氏尸逐侯鞮単于は使者を送って降伏を願い出て、龐雄らに対し帽子を脱いで陳謝した。朝廷はこれを許し、処遇も元の通りとした。

### 句龍吾斯の反乱
永建5年（140年）、南匈奴左部の句龍王吾斯・車紐らが叛いて西河郡を侵略し、右賢王を誘って美稷県を包囲し、朔方郡・代郡の長史を殺した。度遼将軍の馬続は、使匈奴中郎将の梁並・護烏桓校尉の王元とともに、国境部隊および烏桓・鮮卑・羌胡計2万余人を動員し、これを撃破したが、またすぐに吾斯らは屯聚し、城邑を攻め落とした。漢の順帝は、使者をやって去特若尸逐就単于（在位：128年 - 140年）を詰問した。去特若尸逐就単于はこの反乱に関与していなかったので、すぐに帽子を脱ぎ、梁並のところに行って謝罪した。その後、梁並が病気になったので、代わりに五原太守の陳亀が使匈奴中郎将となると、陳亀はさらに去特若尸逐就単于を責め立てた。それにより去特若尸逐就単于は弟の左賢王とともに自殺してしまった。9月、句龍吾斯らは車紐を単于に立て、東の烏桓・西の羌戎および諸胡数万人とともに京兆郡の虎牙営を攻め破り、上郡都尉および軍司馬を殺した。さらに并州・涼州・幽州・冀州にも侵略した。11月、使匈奴中郎将の張耽は幽州の烏桓・諸郡の営兵を率いて単于車紐を攻撃した。単于車紐らは馬邑で大敗し、諸豪帥や骨都侯を率いて降伏した。しかし、句龍吾斯だけはその後も侵入略奪を続けた。
漢安2年（143年）、兜楼儲は以前より漢の都の洛陽にいたので、単于に立てられ、呼蘭若尸逐就単于（在位：143年 - 147年）として即位した。11月、使匈奴中郎将の馬寔は刺客を使って句龍吾斯を殺し、翌年（144年）には南匈奴の反乱分子を一掃した。

### 鮮卑との戦い

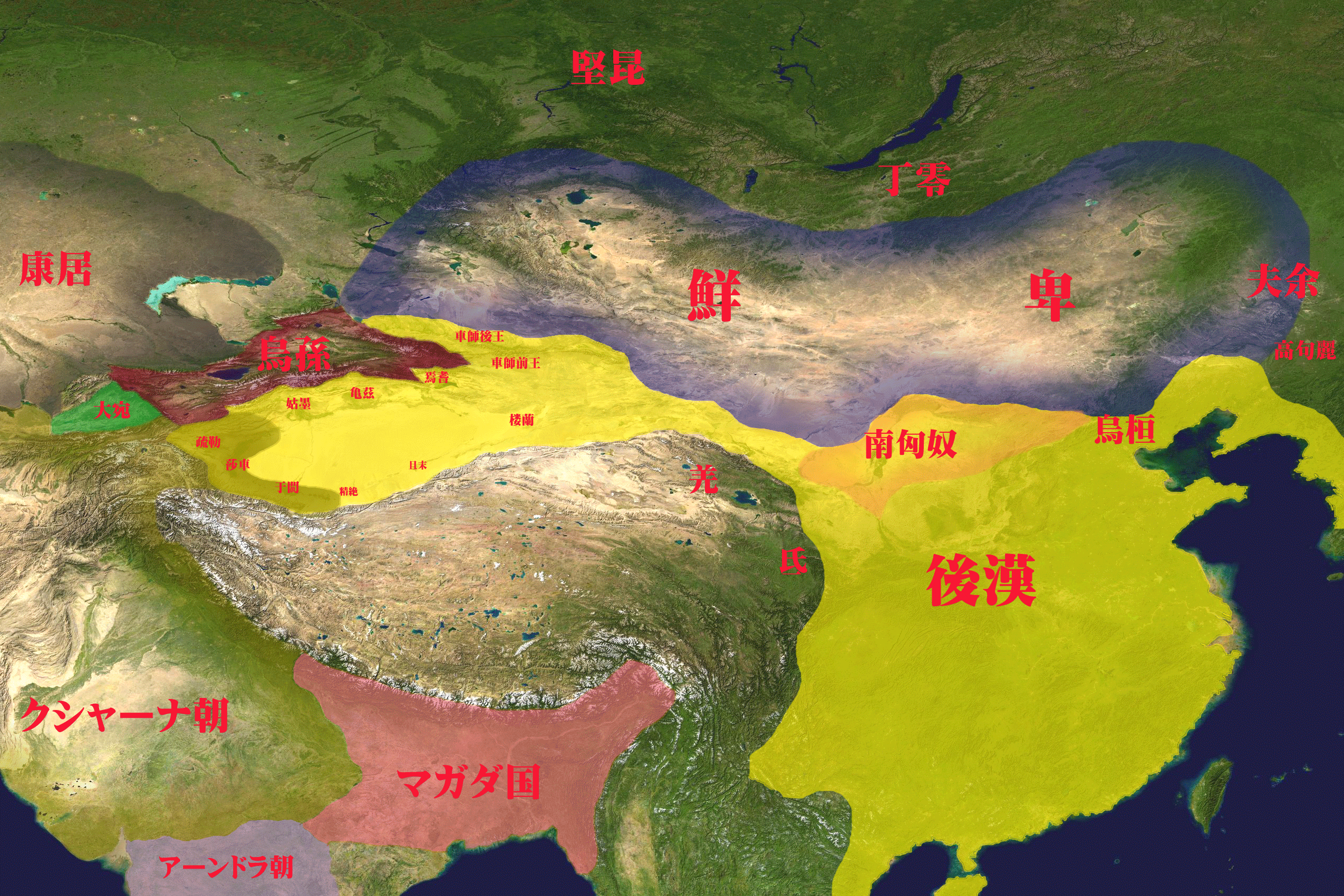
2世紀、鮮卑と南匈奴。

延熹9年（166年）、安定属国都尉の張奐が大司農となり中央に配属され、辺境から張奐が去ったことを知った鮮卑は、南匈奴・烏桓と連合し縁辺九郡を侵した。朝廷はこれを憂い、ふたたび張奐を護匈奴中郎将とし、これらを討たせた。南匈奴・烏桓は張奐が復職したことを知るとすぐに降伏し、鮮卑は塞を出て去っていった。
張奐は伊陵尸逐就単于（在位：147年 - 172年）が国内を統率する能力に欠けているとし、伊陵尸逐就単于を抑留し、左谷蠡王を立てたいと上奏したが却下された。
熹平6年（177年）、屠特若尸逐就単于（在位：172年 - 177年）は護烏桓校尉の夏育・破鮮卑中郎将の田晏・使匈奴中郎将の臧旻らとともに鮮卑討伐を行った。鮮卑の檀石槐は配下の部族を指揮して、これを迎え撃ち、臧旻らを大敗させた。この遠征で無事に帰還できた兵馬は10分の1にすぎなかった。

### 後漢末の南匈奴
光和2年（179年）、使匈奴中郎将の張脩は単于呼徴（在位：178年 - 179年）と仲が悪く、張脩は独断で単于呼徴を斬り、代わって右賢王の羌渠を単于に立てた。張脩は事前に朝廷の承認を得ずに単于を誅殺したので、檻車で廷尉に護送され死罪に処せられたが、羌渠の即位は認められた。
中平元年（184年）、後漢で黄巾の乱が起こると、単于羌渠は右賢王於夫羅の率いる援兵を派遣し、漢朝を援助した。
中平4年（187年）、前中山太守の張純が烏桓・鮮卑とともに反乱を起こすと、ふたたび単于羌渠は霊帝の詔により幽州牧の劉虞に従い、左賢王に兵力を授け援軍に赴かせた。
中平5年（188年）3月、単于羌渠の度重なる徴兵に耐えかねた右部の醢落は休屠各胡白馬銅ら10万余人とともに叛き、単于羌渠を殺した。羌渠のあとを継いだのは子で右賢王の於夫羅（在位：188年 - 195年）だったが、羌渠を殺した国人たちはこれに背いて、別に須卜骨都侯を共立して単于とした。そこで於夫羅は自ら洛陽の宮闕（宮城の門）にまで来てこのことを訴えた。しかし、ちょうど霊帝崩御の混乱時期であり、その願いはかなわず、単于於夫羅は白波賊とともに河内諸郡を略奪するが、そこの自警団に阻まれこれも成果なく、本国に帰ろうとしたが受け入れてもらえず、河東郡にとどまった。
中平6年（189年）、南匈奴本国では、須卜骨都侯単于が即位1年で死に、南単于庭の単于が空位となったので、老王が国事を執り行った。
初平元年（190年）、単于於夫羅は曹操らの反董卓連合軍の結成の際に、張楊とともに袁紹に属して漳水に駐屯した。初平2年（191年）、張楊を人質にとって袁紹に背くが、袁紹軍の麴義に追撃され、黎陽に逃れた後に度遼将軍の耿祉の軍勢を奪って勢力を盛り返した。
初平3年（192年）、黒山賊を討った曹操と内黄で戦って大敗し、初平4年（193年）春の袁術が陳留に進出した際に、黒山賊とともに袁術を支援したが、袁術が曹操に敗れたためか、最終的に単于於夫羅は曹操に帰順した。

### 呼廚泉の抑留と五部匈奴

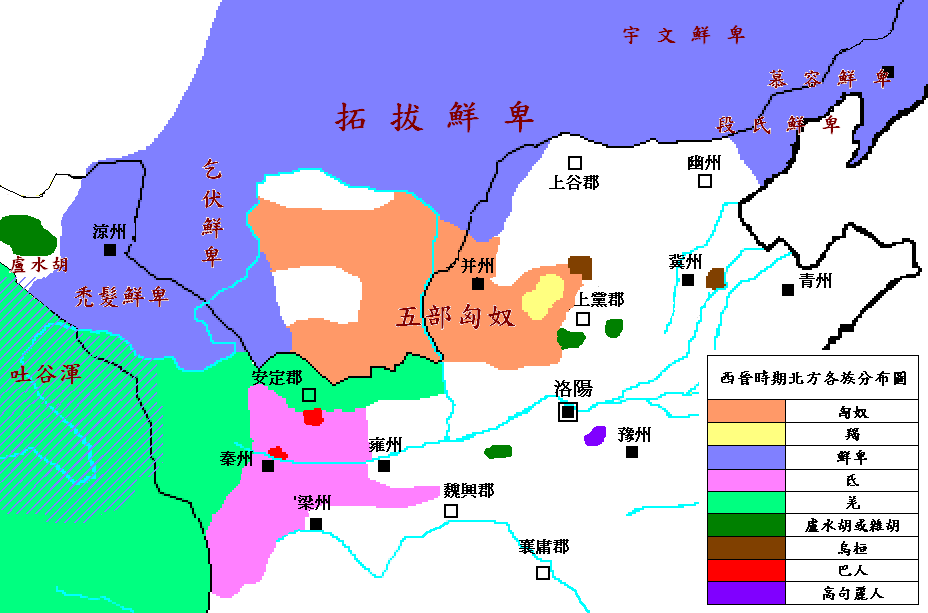
西晋時代の北方遊牧民族の領域

興平2年（195年）、単于於夫羅が死去したので、代わって弟の呼廚泉が単于となった。
建安7年（202年）、単于呼廚泉は平陽で曹操に対して反乱を起こし、郭援・高幹と共に鍾繇・馬超の軍と戦ったが敗れ、あらためて曹操の下に投降した。
建安21年（216年）7月、単于呼廚泉は入朝し、官位を授けられる。しかし、魏公に就任した曹操は彼を鄴に抑留し、代わって右賢王の去卑に南匈奴諸部を監督させた。おそらくこの頃に曹操は南匈奴を五部に分ける。
黄初元年（220年）、曹丕（文帝）が魏の皇帝となると、あらためて璽綬を受けた。
泰始元年（265年）12月、晋王の司馬炎が魏の元帝より禅譲を受け皇帝に即位すると（西晋の武帝）、単于呼廚泉はその即位式に参列した。
泰始7年（271年）1月、南匈奴部帥の劉猛は西晋に叛き、長城を出て孔邪城に駐屯した。武帝（司馬炎）は婁侯何楨を派遣して、節を持たせてこれを討たせた。11月、劉猛は并州を侵略するが、并州刺史の劉欽らによって撃ち破られる。
泰始8年（272年）1月、監軍の何楨が劉猛を討ち破ると、南匈奴左部帥の李恪は劉猛を殺して投降した。
咸寧2年（276年）2月、并州の南匈奴が塞（長城）を侵したので、監并州諸軍事の胡奮はこれを撃破する。
咸寧3年（277年）12月、単于呼廚泉が西晋に来朝したので、武帝は単于呼廚泉を王公特進の下に置いた。

## 政治体制
南匈奴の君主号は単于であるが、たいてい南単于と呼ばれる。南単于には屠各種の中心氏族である虚連題氏（前の攣鞮氏）の者が選ばれる。南単于の下には四角と呼ばれる左賢王・左谷蠡王・右賢王・右谷蠡王の4役があり、その下に六角と呼ばれる左右日逐王・左右温禺鞮王・左右漸将王の6役があり、計10役を虚連題氏が担当し、たいてい単于の子弟から選ばれ、単于の候補者となる。
その他、異姓大臣として左右骨都侯・左右尸逐骨都侯の4役があり、その下に日逐・且渠・当戸の官職がある。これを担当するのは呼衍氏・須卜氏・丘林氏・蘭氏の貴種四姓をはじめ、韓氏・当于氏・郎氏・栗籍氏などの異姓である。
君主
- 単于

四角
- 左賢王
- 左谷蠡王
- 右賢王
- 右谷蠡王

六角
- 左日逐王
- 右日逐王
- 左温禺鞮王
- 右温禺鞮王
- 左漸将王
- 右漸将王

異姓大臣
- 左骨都侯
- 右骨都侯
- 左尸逐骨都侯
- 右尸逐骨都侯

その他官職
- 日逐
- 且渠
- 当戸

晋代になると虚連題氏は劉氏を名乗っており、四貴姓は呼延氏・卜氏・蘭氏・喬氏となった。また、官位が少々異なり、以下のようになる。
- 左右賢王
- 左右弈蠡王
- 左右於陸王
- 左右漸尚王
- 左右朔方王
- 左右独鹿王
- 左右顕禄王
- 左右安楽王

## 五部匈奴
建安年間（196年 - 220年）、曹操は南匈奴を左・右・南・北・中の五部に分け、護匈奴中郎将を兼ねた并州刺史に管轄させた。初めは五部帥を置いたが晋の太康年間（280年 - 290年）に五部都尉に改めた。
| 五部 | 官名            | 落数    | 所在                     | 現在の地名   |
| ---- | --------------- | ------- | ------------------------ | ------------ |
| 左部 | 左部帥→左部都尉 | 1万余落 | 并州西河郡茲氏（顕城）県 | 山西省汾陽市 |
| 右部 | 右部帥→右部都尉 | 6千余落 | 并州太原郡祁県           | 山西省祁県   |
| 中部 | 中部帥→中部都尉 | 6千余落 | 并州太原郡大陵県         | 山西省文水県 |
| 北部 | 北部帥→北部都尉 | 4千余落 | 并州新興郡               | 山西省五台県 |
| 南部 | 南部帥→南部都尉 | 3千余落 | 司州平陽郡蒲子県         | 山西省隰県   |

## 十九種族
南匈奴は19の種族によって構成されており、それぞれ雑じりあうことがなかったという。種族の下には部族があり、さらにその下には氏族という単位がある。
- 屠各種…屠客種とも表記され、匈奴の中心種族であり、歴代単于を輩出し、攣鞮部を中心に、独孤部・鉄弗部（赫連部）などの各部族（氏族）に分かれた[6]。
- 鮮支種
- 寇頭種
- 烏譚種
- 赤勒種
- 捍咥種
- 黒狼種
- 赤沙種
- 鬱鞞種
- 萎莎種
- 禿童種
- 勃蔑種
- 羌渠種…後の羯族。
- 賀頼種…賀蘭部（蘭氏）など。
- 鍾跂種
- 大楼種
- 雍屈種
- 真樹種
- 力羯種

## 歴代単于
1. 醢落尸逐鞮単于（比、在位：48年 - 56年）…烏珠留若鞮単于の子
  - 薁鞬左賢王単于（在位：50年）…北匈奴蒲奴単于の弟
2. 丘浮尤鞮単于（莫、在位：56年 - 57年）…烏珠留若鞮単于の子、醢落尸逐鞮単于の弟
3. 伊伐於慮鞮単于（汗、在位：57年 - 59年）…烏珠留若鞮単于の子、丘浮尤鞮単于の弟
4. 醢僮尸逐侯鞮単于（適、在位：59年 - 63年）…醢落尸逐鞮単于の子
5. 丘除車林鞮単于（蘇、在位：63年）…丘浮尤鞮単于の子
6. 湖邪尸逐侯鞮単于（長、在位：63年 - 85年）…醢落尸逐鞮単于の子、醢僮尸逐侯鞮単于の弟
7. 伊屠於閭鞮単于（宣、在位：85年 - 88年）…伊伐於慮鞮単于の子
8. 休蘭尸逐侯鞮単于（屯屠何、在位：88年 - 93年）…醢落尸逐鞮単于の子
9. 安国単于（安国、在位：93年 - 94年）…伊伐於慮鞮単于の子、伊屠於閭鞮単于の弟
10. 亭独尸逐侯鞮単于（師子、在位：94年 - 98年）…醢僮尸逐侯鞮単于の子
  - 逢侯単于（逢侯、在位：94年 - 118年）…休蘭尸逐侯鞮単于の子
11. 萬氏尸逐侯鞮単于（檀、在位：98年 - 124年）…湖邪尸逐侯鞮単于の子
12. 烏稽侯尸逐鞮単于（抜、在位：124年 - 128年）…湖邪尸逐侯鞮単于の子、萬氏尸逐侯鞮単于の弟
13. 去特若尸逐就単于（休利、在位：128年 - 140年）…湖邪尸逐侯鞮単于の子、烏稽侯尸逐鞮単于の弟
  - 車紐単于（車紐、在位：140年）
14. 呼蘭若尸逐就単于（兜楼儲、在位：143年 - 147年）
15. 伊陵尸逐就単于（居車児、在位：147年 - 172年）
16. 屠特若尸逐就単于（在位：172年 - 178年）
17. 呼徴単于（呼徴、在位：178年 - 179年）…屠特若尸逐就単于の子
18. 羌渠単于（羌渠、在位：179年 - 188年）…独孤部の烏利の子[7]
19. 持至尸逐侯単于（於夫羅、在位：188年 - 195年）…羌渠の子、劉豹の父
  - 須卜骨都侯単于（在位：188年 - 189年）
20. 呼廚泉単于（呼廚泉、在位：195年 - 216年）…持至尸逐侯単于の弟

## 参考資料
- 『後漢書』（献帝紀、董卓列伝、南匈奴列伝）
- 『三国志』（武帝紀、二公孫陶四張伝、鄧艾伝）
- 『魏書』（列伝第八十三 鉄弗劉虎）
- 『晋書』（武帝紀、江統伝、四夷伝、劉元海載記、赫連勃勃載記）
- 『北史』（列伝第四十一 破六韓常）
- 『新唐書』（宰相世系表）
- 『資治通鑑』（第六十一巻）
- 内田吟風『北アジア史研究 匈奴篇』（同朋舎出版、1988年、ISBN 481040627X）